# 枝毛野牡丹
枝毛野牡丹（学名：Melastoma dendrisetosum）是野牡丹科野牡丹属的植物，为中国的特有植物。分布于中国大陆的海南等地，生长于海拔70米至100米的地区，常生于疏、阳处路旁、密林缘及沟边，目前尚未由人工引种栽培。